# ダヴィデ・アッポローニオ
ダヴィデ・アッポローニオ（Davide Appollonio、1989年6月2日 - ）は、イタリア、イゼルニア出身の自転車競技（ロードレース）選手。

## 来歴
2007年、Vangi Sparo Caparolでレース活動を始める。
- ジロ・ディ・トスカーナジュニア部門
  - 区間1勝(第4)
  - 総合3位

- トレ・シクリスタ・ブレシャーナ
- 区間1勝（第4）

2009年、Seano Hopplà Bellissimaに移籍。シーズン後半にサーヴェロ・テストチームに研修生として入る。
- フィレンツェ～エンポリ　優勝
- ジロ・コリーネ・カンパノリゼ　優勝
- GPプレトラ　優勝
- コッパ・ランチオット・バレリーニ　優勝

2010年、正式にサーヴェロ・テストチームに移籍
- クラシカ・デ・アルメリア　3位
- グランプリ・ピノ・チェラミ　10位
- ツール・デュ・リムザン　区間1勝（第4）
- GP西フランス・プルエー　11位
- グランプリ・ド・フルミー　2位
- ツール・ド・ヴァンデ　2位
- コッパ・サバティーニ　7位

2011年、サーヴェロ・テストチームが解散したためチームスカイに移籍。
- ジロ・デ・イタリアに出場
- ツール・ド・ルクセンブルク　区間1勝（第3）
- ステル・エレクトロトゥール　総合7位
- ツール・デュ・ポワトゥー＝シャラント　区間1勝（第1）

2012年、目立った成績が出せず不発の1年だった。
2013年、AG2R・ラ・モンディアルに移籍。
- ジロ・デ・イタリア
  - 総合168位

2015年にアンドローニ・ジョカットーリに移籍するも、同年6月に出場したジロ・デ・イタリアでのドーピング検査でエリスロポイエチン使用の違反が発覚して4年間の資格停止処分を科された。処分決定を待って9月に解雇された。
処分が明けた2019年6月よりアモーレ・エ・ヴィータに所属。2021年シーズン終了まで所属し、現役を引退した。